# グリーンズボロ・グラスホッパーズ
グリーンズボロ・グラスホッパーズ（英語: Greensboro Grasshoppers）は、アメリカ合衆国ノースカロライナ州ギルフォード郡グリーンズボロに本拠地をおくマイナーリーグのプロ野球チーム。MLBのピッツバーグ・パイレーツ傘下A級チームでサウス・アトランティックリーグ北地区に所属している。本拠地球場はファースト・ナショナル・バンク・フィールド。

## 歴史
ノースカロライナ州グリーンズボロのプロ野球の歴史は1902年からであり、何度か活動休止や改称を繰り返しながら1968年まで活動もしていた。
1979年、グリーンズボロ・ホーネッツの名でウェスタンカロライナズ・リーグ所属かつシンシナティ・レッズ傘下のマイナー球団として創設された。
リーグの名称がサウス・アトランティックリーグに変わった翌1980年には提携球団もニューヨーク・ヤンキースに変更された。
その後、ボストン・レッドソックス（1985年 - 1987年）、再びレッズ（1988年 - 1989年）との提携を経て1990年からは再びヤンキースが提携球団となる。この時期に在籍した選手では1990年代後半のヤンキース第6期黄金時代を支えたデレク・ジーター、アンディ・ペティット、マリアノ・リベラ、ホルヘ・ポサダらが名を連ねている。ヤンキース以外の選手では、通算300本塁打・300盗塁の記録を持つレジー・サンダースや、アリゾナ・ダイヤモンドバックスとレッドソックスでワールドシリーズ優勝に貢献したカート・シリングらが在籍していた。
1994年にはグリーンズボロ・バッツ、新球場がオープンの2005年にはグリーンズボロ・グラスホッパーズと、チーム名がそれぞれ改称された。前後するが、2003年からは フロリダ・マーリンズ（2012年よりマイアミ・マーリンズ）が提携球団となった。2008年には当時18歳のマイク・スタントン（現：ジャンカルロ・スタントン）が39本塁打を放ち、リーグの本塁打王に輝いている。 
2019年シーズンからはピッツバーグ・パイレーツ傘下となる。

## 過去の主な所属選手

### グリーンズボロ・ホーネッツ時代
- ブラッド・レスリー
- ドン・マッティングリー
- グレッグ・ギャグニー
- レックス・ハドラー
- マット・ウインタース
- オレステス・デストラーデ
- エドウィン・ロドリゲス
- マイク・パグリアルーロ
- フレディ・ゴンザレス
- オジー・カンセコ
- トニー・デフランセスコ
- スコット・クーパー
- カート・シリング
- レジー・サンダース
- ブライアン・ジョンソン (捕手)
- スターリング・ヒッチコック
- ラス・スプリンガー
- リッチ・バチェラー
- カール・エバレット
- マリアノ・リベラ
- デレク・ジーター
- ホルヘ・ポサダ
- シェーン・スペンサー
- アンディ・ペティット
- ラミロ・メンドーサ

### グリーンズボロ・バッツ時代
- ブリエン・テイラー
- ルーベン・リベラ
- リッキー・レディ
- ダニエル・リオス
- ブライアン・ブキャナン
- ダーウィン・クビアン
- ジェイソン・ベバリン
- マイク・ローウェル
- スティーブン・ランドルフ
- クリスチャン・グーズマン
- スコット・シーボル
- ニック・ジョンソン
- マーカス・テイムズ
- トニー・アーマス・ジュニア
- エリック・アルモンテ
- ジョン・ロドリゲス
- ランディ・チョート
- ウィリー・モー・ペーニャ
- マイク・サーベナック
- ヤンシー・ブラゾバン
- マニー・アコスタ
- ディオナー・ナバーロ
- ロビンソン・カノ
- シェリー・ダンカン
- ブロンソン・サルディーニャ
- ケビン・トンプソン
- ジェレミー・ハーミッダ
- ロバート・アンディーノ
- クリス・リーソップ
- スコット・オルセン
- ジョシュ・ジョンソン
- ジェフ・フルチーノ
- ロス・ウルフ
- ロナルド・ベリサリオ
- ジェイソン・バルガス

### グリーンズボロ・グラスホッパーズ時代
- リック・バンデンハーク
- ギャビー・サンチェス
- ブレット・ヘイズ
- ジム・アドゥチ (1985年生の外野手)
- クリス・ボルスタッド
- クリス・ラルー
- クリス・コグラン
- ローガン・モリソン
- スコット・カズンズ
- クリス・ハッチャー
- クリスチャン・マルティネス
- ジャンカルロ・スタントン
- オジー・マルティネス
- マット・ドミンゲス
- アレックス・サナビア
- スティーブ・シシェック
- アルキメデス・カミネーロ
- ジェイク・スモリンスキー
- ブラッド・ハンド
- ダン・ジェニングス
- トム・コーラー
- マーセル・オズーナ
- クリスチャン・イエリッチ
- カイル・ジェンセン
- A.J.ラモス
- ホセ・アルバレス (1989年生の投手)
- エドガー・オルモス
- ロブ・ラスムッセン
- J.T.リアルミュート
- マーク・カナ
- グラント・デイトン
- オースティン・バーンズ
- ホセ・フェルナンデス (右投手)
- アンドリュー・ヒーニー
- アダム・コンリー
- ジェイク・エシュ
- ホセ・ウレーニャ
- ニック・ウィットグレン
- コリン・モラン
- ブライアン・エリントン
- トレバー・ウィリアムズ
- ドリュー・ステッケンライダー
- JT・リドル
- チャド・ウォーラック
- ブライアン・アンダーソン (内野手)
- ダスティン・モズリー
- ハーリン・ガルシア
- ドミンゴ・ヘルマン
- ルイス・カスティーヨ
- クリス・リード